# Pic Coronado
Pour les articles homonymes, voir Coronado.
Le pic Coronado – Coronado Peak en anglais – est un sommet des monts Huachuca situé dans le comté de Cochise, en Arizona, aux États-Unis. Protégé au sein du Coronado National Memorial, qui est géré par le National Park Service, il culmine à 2 092 m d'altitude. Il s'atteint par le Coronado Peak Trail, un sentier de randonnée classé National Recreation Trail depuis 1981.